# 双龙镇 (阆中市)
双龙镇，是中华人民共和国四川省南充市阆中市曾经下辖的一个镇。2019年10月，撤销双龙镇，将其所属行政区域划归七里街道管辖。

## 行政区划
双龙镇撤销前下辖以下地区：
双龙场社区、金龟坝村、铧头湾村、连山寺村、珍珠观村、园通庵村、胥家桥村和高观山村。